# 1932 في فرنسا
فيما يلي قوائم الأحداث التي وقعت خلال عام 1932 في فرنسا.

## سياسة

### تعيين في المنصب
- 10 مايو – ألبير فرانسوا لوبران رئيس فرنسا.
- 1 يونيو – جورج بونيت نائب فرنسي،.
- 1 يونيو – روبير شومان نائب فرنسي.
- 1 يونيو – فينسنت أوريول نائب فرنسي.

### انتهاء فترة المنصب
- 7 مايو – بول دومير رئيس فرنسا.
- 10 مايو – ألبير فرانسوا لوبران رئيس مجلس الشيوخ الفرنسي  [لغات أخرى]‏،عضو مجلس الشيوخ في الجمهورية الفرنسية الثالثة.
- 31 مايو – جورج بونيت نائب فرنسي.
- 31 مايو – روبير شومان نائب فرنسي.
- 31 مايو – فينسنت أوريول نائب فرنسي.

## رياضة
- 27 مارس – سباق باريس روبيه 1932 الفائزون Romain Gijssels [الإنجليزية]‏، Georges Ronsse [الإنجليزية]‏، Herbert Sieronski [الإنجليزية]‏.
- 3 يوليو – جائزة فرنسا الكبرى 1932 الفائز Tazio Nuvolari [الإنجليزية]‏.

## أفلام
من الأفلام التي صدرت هذه السنة في فرنسا:
- 1 يناير – فامباير من إخراج كارل تيودور دراير.

## كتب
من الكتب التي صدرت هذه السنة في فرنسا:
- 1 يناير – سفر إلى آخر الليل من تأليف لويس-فرديناند سيلين.

## مواليد

### يناير
- 1 يناير – كريستيان مارتل ممثلة فرنسية.
- 7 يناير – ماكس جالو
- 19 يناير – فرانسوا ماسبيرو
- 31 يناير – ريمون كايلبيل لاعب كرة قدم فرنسي.

### فبراير
- 6 فبراير – فرانسوا تروفو مخرج أفلام فرنسي.
- 17 فبراير – برنارد ديشان سياسي فرنسي.
- 24 فبراير – ميشيل ليغراند ملحن فرنسي.

### مارس
- 1 مارس – ريتشارد باوتشر لاعب كرة قدم.

### أبريل
- 2 أبريل – كلود هوغيز لاعب كرة قدم فرنسي.
- 26 أبريل – فرانسيس لاي ملحن فرنسي.
- 27 أبريل – انوك ايمي ممثلة فرنسية.

### مايو
- 10 مايو – ميشيل لبلون لاعب كرة قدم فرنسي.
- 19 مايو – إلينا بونياتوسكا صحفية مكسيكية.
- 21 مايو – جان ستابلينسكي دراج فرنسي.

### يونيو
- 2 يونيو – ثاندي بولاك لاعب كرة قدم فرنسي.
- 27 يونيو – بيير بيرنارد لاعب كرة قدم فرنسي.
- 27 يونيو – هنري ري لاعب كرة سلة فرنسي.

### أغسطس
- 18 أغسطس – لوك مونتانييه

### سبتمبر
- 13 سبتمبر – فيفيان واد

### أكتوبر
- 14 أكتوبر – جاكلين بير
- 22 أكتوبر – فيرناند ديفلامينك لاعب كرة قدم فرنسي.
- 24 أكتوبر – بيير دي جين
- 27 أكتوبر – جان بيير كاسل
- 30 أكتوبر – لويس مال

### نوفمبر
- 3 نوفمبر – غيلوم بيغانسكي لاعب كرة قدم فرنسي.
- 25 نوفمبر – جاكي فيفري لاعب كرة قدم فرنسي.
- 29 نوفمبر – جاك شيراك

### ديسمبر
- 1 ديسمبر – ستيفان بروي لاعب كرة قدم فرنسي.
- 3 ديسمبر – إيمي ميجنوت لاعب كرة قدم.
- 14 ديسمبر – ألبرت سباجياري مصور فرنسي.

## وفيات

### يناير
- 1 يناير – ستيفان جزيل (مواليد 1864)
- 12 يناير – ألفريد لويس ديلاتر (مواليد 1850) رجل دين وعالم آثار فرنسي.

### فبراير
- 16 فبراير – فرديناد بويسون (مواليد 1841)

### مارس
- 7 مارس – أريستيد بريان (مواليد 1862) سياسي فرنسي.
- 26 مارس – جون كارتن (مواليد 1906) ملحن فرنسي.

### مايو
- 7 مايو – بول دومير (مواليد 1857)
- 8 مايو – ألبرت توماس (مواليد 1878) سياسي فرنسي.
- 16 مايو – ألبرت لندرس (مواليد 1884) صحفي فرنسي.

### يوليو
- 5 يوليو – رينيه لويس بير (مواليد 1874) رياضياتي فرنسي.

### أكتوبر
- 29 أكتوبر – جوزيف بابينسكي (مواليد 1857)